# Pseudoporrhopis
Pseudoporrhopis is een monotypisch geslacht van spinnen uit de  familie van de Thomisidae (krabspinnen).

## Soort
- Pseudoporrhopis granum Simon, 1886